# Tibor Andrásfi
Tibor Andrásfi (Budapeste, 10 de dezembro de 1999) é um esgrimista húngaro, campeão olímpico.

## Carreira
Ele nasceu em 1999 em Budapeste, Hungria, em uma família de esgrimistas. Seu pai, Tibor Andrásfi Sr., começou a competir representando a Romênia antes de se tornar um medalhista de prata no Campeonato Húngaro de Esgrima. Sua mãe, Lilla Muzsnay, também representou a Romênia no Campeonato Mundial de Esgrima de 1991 em Budapeste. Ele começou a praticar esgrima aos 9 anos, treinado por seu pai. Seu clube é o BVSC-Zugló.
Nos Jogos Olímpicos de Verão de 2024, em Paris, conquistou a medalha de ouro na disputa de espada por equipes ao lado de Máté Tamás Koch, Gergely Siklósi e Dávid Nagy.